# Иванонкив, Богдан Михайлович
Богдан Михайлович Иванонкив (укр. Богдан Михайлович Іваноньків; род. 20 января 1945) — украинский дирижёр, народный артист Украины (2016).

## Биография
Родился 20 января 1945 года.
Учился в Ивано-Франковском музыкальном училище. Работал преподавателем дирижирования Снятинского культурно-образовательного училища, одновременно — концертмейстер дирижёра Ю. Дзюбановича. Окончил дирижёрский и вокальный факультеты Львовской консерватории.
Работал художественным руководителем и дирижёром ансамбля песни и танца «Черемош», хоровой капеллы Львовского университета.
С 1972 — художественный руководитель Тернопольской областной филармонии, впоследствии-художественный руководитель и главный дирижёр Струсовской заслуженной самодеятельной капеллы бандуристов «Кобзарь».
1975—1992 годах был преподавателем отдела хорового дирижирования, заведующим отделом и руководителем хора в Тернопольском музыкальном училище.
В 1976—1986 годах — руководитель народной мужской хоровой капеллы «Кооператор».
1992—1994 годах был дирижёром Тернопольской областной филармонии.

## Награды
- 1987 год — Заслуженный артист Украинской ССР;
- 2016 год — Народный артист Украины[1].